# Форд, Хестер
Хестер Форд (англ. Hester Ford, в девичестве Маккарделл; 15 августа 1905 — 17 апреля 2021) — американская долгожительница, до момента своей смерти была старейшим жителем страны.

## Биография
Родилась в Ланкастере, Южная Каролина. Её родителями были Питер и Френсис Маккарделл. В детстве она работала на семейной ферме, где она не только сажала и собирала хлопок, но и пахала поля и рубила дрова. 12 марта 1921 году, будучи 15-летней девочкой, она вышла замуж за Джона Форда. В браке у них родилось 12 детей (8 девочек и 4 мальчика).
В 1953 году Хестер переехала в Шарлотт, Северная Каролина, где проработала более 20 лет няней. Помимо этого, она являлась очень религиозной и работала много лет волонтёром в местной церкви.
В последние годы Форд страдала от деменции, однако по состоянию на 2017 год она всё ещё помнила стихи из Библии. На свой 112-й день рождения она смогла прочитать 23-й псалом. По состоянию на август 2017 года у неё 53 внука, 120 правнуков и 126 праправнуков. В честь празднования 114-го дня рождения Хестер, мэр её города объявил 15 августа днём «Матери Хестер Форд».
После смерти соотечественницы Алелии Мерфи 23 ноября 2019 года стала старейшим жителем страны.
Умерла 17 апреля 2021 года в возрасте 115 лет; после её смерти старейшим жителем страны стала Тельма Сатклифф.

## Год рождения Хестер
Хестер Форд и её семья всегда считали, что она родилась в 1905 году, что было подтверждено GRG. Однако одна из старых переписей указывала на то, что возможно Форд была старше на год и родилась в 1904 году. GRG всё же склонна придерживаться 1905 года, который имеет намного больше доказательств, чем 1904.